# Самсоновка (Северо-Казахстанская область)
Самсоновка — упразднённое село в Айыртауском районе Северо-Казахстанской области Республики Казахстана. Входило в состав Казанского сельского округа. Ликвидировано в 1985 году.

## География
Село располагалось на левом берегу реки Иманбурлук, в 5 км (по прямой) к северо-западу от села Казанка.

## История
Решением Кокчетавского облисполкома от 30.09.1985 года село Самсоновка исключено из учётных данных.

## Население
На карте 1986 года население села указано 23 человека.